# Donggamnaegi gwa-oehagi
Donggamnaegi gwa-oehagi (동갑내기 과외하기?), noto anche con il titolo internazionale My Tutor Friend, è un film del 2003 diretto da Kim Kyeong-hyeong.
La pellicola ha avuto nel 2007 un seguito, senza tuttavia alcun legame di continuità: Donggamnaegi gwa-oehagi: Lesson II.

## Trama
La ventunenne Choi Su-wan, studentessa universitaria che necessita di denaro, accetta di dare ripetizioni al ricco e viziato coetaneo Kim Ji-hoon.